# Associazione Calcio Vado 1936-1937
Questa voce raccoglie le informazioni riguardanti l'Associazione Calcio Vado nelle competizioni ufficiali della stagione 1936-1937.

## Rosa
| N. |                   | Ruolo | Calciatore          |
| -- | ----------------- | ----- | ------------------- |
|    | Italia (bandiera) |       | Giovanni Aprile     |
|    | Italia (bandiera) |       | Francesco Arrigo    |
|    | Italia (bandiera) |       | Vittorio Bacigalupo |
|    | Italia (bandiera) |       | Natale Baldissone   |
|    | Italia (bandiera) |       | Angelo Barbieri     |
|    | Italia (bandiera) |       | Francesco Casaccia  |
|    | Italia (bandiera) | P     | Giuseppe Chittolina |
|    | Italia (bandiera) |       | Alfredo Comani      |
|    | Italia (bandiera) |       | Giuseppe Francia    |
|    | Italia (bandiera) |       | Giuseppe Frumento   |

| N. |                   | Ruolo | Calciatore        |
| -- | ----------------- | ----- | ----------------- |
|    | Italia (bandiera) |       | Giovanni Magnano  |
|    | Italia (bandiera) | D     | Carlo Motto       |
|    | Italia (bandiera) |       | Vittorio Pollaro  |
|    | Italia (bandiera) |       | Mario Peregallo   |
|    | Italia (bandiera) |       | Armando Pinghelli |
|    | Italia (bandiera) |       | Renato Poli       |
|    | Italia (bandiera) |       | Ugo Poli          |
|    | Italia (bandiera) |       | Nicolò Rosso      |
|    | Italia (bandiera) |       | Carlo Tassara     |